# Ledyard
Ledyard és una població dels Estats Units a l'estat d'Iowa. Segons el cens del 2000 tenia 147 habitants.

## Demografia
Segons el cens del 2000, Ledyard tenia 147 habitants, 73 habitatges, i 42 famílies. La densitat de població era de 172 habitants/km².
Dels 73 habitatges en un 17,8% hi vivien nens de menys de 18 anys, en un 56,2% hi vivien parelles casades, en un 2,7% dones solteres, i en un 41,1% no eren unitats familiars. En el 39,7% dels habitatges hi vivien persones soles el 20,5% de les quals corresponia a persones de 65 anys o més que vivien soles. El nombre mitjà de persones vivint en cada habitatge era de 2,01 i el nombre mitjà de persones que vivien en cada família era de 2,7.
Per edats la població es repartia de la següent manera: un 17% tenia menys de 18 anys, un 4,1% entre 18 i 24, un 23,1% entre 25 i 44, un 28,6% de 45 a 60 i un 27,2% 65 anys o més.
L'edat mediana era de 48 anys. Per cada 100 dones de 18 o més anys hi havia 96,8 homes.
La renda mediana per habitatge era de 22.500 $ i la renda mediana per família de 33.750 $. Els homes tenien una renda mediana de 29.375 $ mentre que les dones 18.750 $. La renda per capita de la població era de 17.512 $. Entorn de l'11,1% de les famílies i l'11,5% de la població estaven per davall del llindar de pobresa.

## Poblacions més properes
El següent diagrama mostra les poblacions més properes.